# Zonaria (algue)
Pour les articles homonymes, voir Zonaria.
Genre
Zonaria est un genre d'algues brunes de la famille des Dictyotaceae. 

## Liste d'espèces
Selon AlgaeBase (29 oct. 2012) :
- Zonaria adnata Schousboe (Sans vérification)
- Zonaria ambigua Figari & DeNotaris (Sans vérification)
- Zonaria angustata (Kützing) Papenfuss
- Zonaria atomaria (Woodward) C.Agardh (Sans vérification)
- Zonaria aureolata Biasoletto (Sans vérification)
- Zonaria aureomarginata J.A.Phillips & W.A.Nelson
- Zonaria ciliata C.Agardh
- Zonaria commersonii (Bory) Kützing (Sans vérification)
- Zonaria coriacea Yamada
- Zonaria crenata J.Agardh
- Zonaria crustacea P.L.Crouan & H.M.Crouan
- Zonaria dentata (J.V.Lamouroux) C.Agardh (Sans vérification)
- Zonaria diesingiana J.Agardh
- Zonaria farlowii Setchell & N.L.Gardner
- Zonaria fastigiata (Clemente) C.Agardh (Sans vérification)
- Zonaria flabellaris (Brongniart) C.Agardh (Sans vérification)
- Zonaria flabellata (Okamura) Papenfuss
- Zonaria fuliginosa Martius (Sans vérification)
- Zonaria inarticulata (J.V.Lamouroux) Papenfuss (Sans vérification)
- Zonaria intricata C.Agardh (Sans vérification)
- Zonaria isselii Piccone & Grunow
- Zonaria laciniata (J.V.Lamouroux) C.Agardh (Sans vérification)
- Zonaria ligulata (Woodward) C.Agardh (Sans vérification)
- Zonaria melanoidea Schousboe (Sans vérification)
- Zonaria membranacea Zanardini
- Zonaria naccariana C.Agardh (Sans vérification)
- Zonaria nervosa Suhr (Sans vérification)
- Zonaria obscura G.Dickie
- Zonaria patens Hering (Sans vérification)
- Zonaria penicillata (J.V.Lamouroux) C.Agardh (Sans vérification)
- Zonaria polypodioides (J.V.Lamouroux) C.Agardh (Sans vérification)
- Zonaria rugosa Suhr
- Zonaria sinuosa (Roth) C.Agardh (Sans vérification)
- Zonaria spiralis (J.Agardh) Papenfuss
- Zonaria squamaria (S.G.Gmelin) C.Agardh (Sans vérification)
- Zonaria squamaria Kützing (Sans vérification)
- Zonaria subarticulata (J.V.Lamouroux) Papenfuss
- Zonaria tenuior (Lyngbye) C.Agardh (Sans vérification)
- Zonaria tenuior Sonder (Sans vérification)
- Zonaria tenuis (Agardh) Trevisan (Sans vérification)
- Zonaria tenuis beta commersonii (Bory) Kützing (Sans vérification)
- Zonaria tournefortii (J.V.Lamouroux) Montagne (espèce type)
- Zonaria turneriana J.Agardh
- Zonaria urvillei Trevisan (Sans vérification)
- Zonaria vitifolia (Bonpland) C.Agardh (Sans vérification)
- Zonaria zonalis (Lamouroux) Howe (Sans vérification)
- Zonaria zonata C.Agardh